# Rio Acuriá
Le rio Acuriá est un cours d'eau qui baigne l'État de l'Acre, au Brésil. Il se jette, en amont de Marechal Thaumaturgo, en rive droite, dans le Juruá, dont le bassin versant dépend du Brésil et du Pérou. Le rio Juruá est lui-même un affluent du Solimões (nom donné à la partie de l’Amazone en amont de sa fusion avec le rio Negro).